# Вероніка дібровна
Вероні́ка дібровна (Veronica chamaedrys L.) — багаторічна трав'яна рослина, вид роду вероніка (Veronica) родини подорожникові (Plantaginaceae).

## Морфологічна характеристика
Колір квітки залежить від її віку: щойно розцвіла вона майже біла, потім світло-блакитна, бузкова, фіолетова. У розпалі цвітіння пелюстки яскраво-сині. Вероніка дібровна — багаторічна трав'яниста рослина з висхідним стеблом, яке запушене двома рядами м'яких волосків, 10-45 см заввишки. Листки супротивні, округлояйцеподібні, інколи довгастояйцеподібні, надрізано-тупозубчасті, вкриті сидячими волосками. Квітки зібрані в небагатоквіткові китиці, що виходять з пазух верхніх листків. Плід — коробочка. Розмножується вероніка насінням і вегетативно, швидко освоює нові площі.

## Поширення
Рослина поширена в Європі та Північній Азії. В Україні росте по всій території на узліссях, лісових галявинах, полях, суходільних луках, у степовій зоні.

## Використання
Рослина містить глікозиди, сапоніни, ефірну олію, органічні кислоти, вітамін С та інші речовини.
У народній медицині використовують надземну частину, зібрану в період цвітіння, і коріння. Препарати рослини розслаблюють гладкі м'язи внутрішніх органів, стимулюють серцеву діяльність, мають протизапальну, відхаркувальну, жовчогінну та сечогінну дію. Також вероніка дібровна непоганий медонос: з 1 га суцільних заростей бджоли збирають до 220 кг меду.